# SLX1A
SLX1A (англ. SLX1 homolog A, structure-specific endonuclease subunit) – білок, який кодується однойменним геном, розташованим у людей на 16-й хромосомі. Довжина поліпептидного ланцюга білка становить 275 амінокислот, а молекулярна маса — 30 771.
| 10         |  | 20         |  | 30         |  | 40         |  | 50         |
| ---------- |  | ---------- |  | ---------- |  | ---------- |  | ---------- |
| MGPAGVAARP |  | GRFFGVYLLY |  | CLNPRYRGRV |  | YVGFTVNTAR |  | RVQQHNGGRK |
| KGGAWRTSGR |  | GPWEMVLVVH |  | GFPSSVAALR |  | FEWAWQHPHA |  | SRRLAHVGPR |
| LRGETAFAFH |  | LRVLAHMLRA |  | PPWARLPLTL |  | RWVRPDLRQD |  | LCLPPPPHVP |
| LAFGPPPPQA |  | PAPRRRAGPF |  | DDAEPEPDQG |  | DPGACCSLCA |  | QTIQDEEGPL |
| CCPHPGCLLR |  | AHVICLAEEF |  | LQEEPGQLLP |  | LEGQCPCCEK |  | SLLWGDLIWL |
| CQMDTEKEVE |  | DSELEEAHWT |  | DLLET      |  |            |  |            |

A: Аланін

C: Цистеїн

D: Аспарагінова кислота

E: Глутамінова кислота

F: Фенілаланін

G: Гліцин

H: Гістидин

I: Ізолейцин

K: Лізин

L: Лейцин

M: Метіонін

N: Аспарагін

P: Пролін

Q: Глутамін

R: Аргінін

S: Серин

T: Треонін

V: Валін

W: Триптофан

Кодований геном білок за функціями належить до гідролаз, нуклеаз, ендонуклеаз. 
Задіяний у таких біологічних процесах, як пошкодження ДНК, репарація ДНК, рекомбінація ДНК, альтернативний сплайсинг. 
Білок має сайт для зв'язування з іонами металів, іоном цинку. 
Локалізований у ядрі.